# San Raffaele Arcangelo (Velence)
A San Raffaele Arcangelo-templom (olaszul Chiesa di San Raffaele Arcangelo vagy velencei nyelven dell’Anzolo Rafael) Velence történelmi központjának egyik katolikus temploma, melyet Rafael arkangyal tiszteletére szenteltek fel. A Dorsoduro egyházi építményeinek sorát gazdagítja.
Írásos dokumentumok emlékeztetnek arra, hogy a templomot a 7. században alapították, de a mai építmény már a 17. századból származik. A csatornára néző homlokzatot 1735-ben készítették.
Főportálján Rafael arkangyal és Tóbiás alakját ábrázolták, míg belső terében Francesco Guardi ugyancsak Tóbiás legendáját bemutató jeleneteit láthatjuk.
A kis templomot a Fondamenta Lizza utcája veszi körbe.

## Külső hivatkozások
- A templom leírása a Velence portálon[halott link]
- 0arcangelo.htm Olasz nyelvű szöveg a templomra szánt összegekről[halott link]